# Miquel IV el Paflagoni
|  | Per a altres significats, vegeu «Miquel IV de Rússia». |

Miquel IV el Paflagoni (Μιχαὴλ ο Παφλαγῶν) fou emperador romà d'Orient del 1034 al 1041. Procedia d'una família de banquers amb mala reputació. El seu atractiu va fer que es guanyés el favor de l'emperadriu Zoè. A causa de la seva poca salut la major part de les responsabilitats d'Estat van recaure en el seu germà Joan l'Eunuc. Va ser un període difícil ple de conspiracions, agreujat per la fam, els problemes econòmics i els atacs d'estrangers: àrabs al mediterrani, serbis i búlgars al nord. Va morir per una greu malaltia i va deixar el govern en el seu nebot Miquel V, que no gaudia de la confiança de gairebé ningú.

## Procedència
Fou un dels germans de Joan l'Eunuc, primer ministre sota Constantí VIII i Romà III. Dels quatre germans de Joan, el mateix Miquel i Nicetes foren originalment canviadors de monedes, mentre que Constantí i Jordi, eunucs, eren banquers. Procedien d'una família de camperols de Paflagònia dels qui es deia que havien fet fortuna encunyant monedes falses.

## Ascens al tron

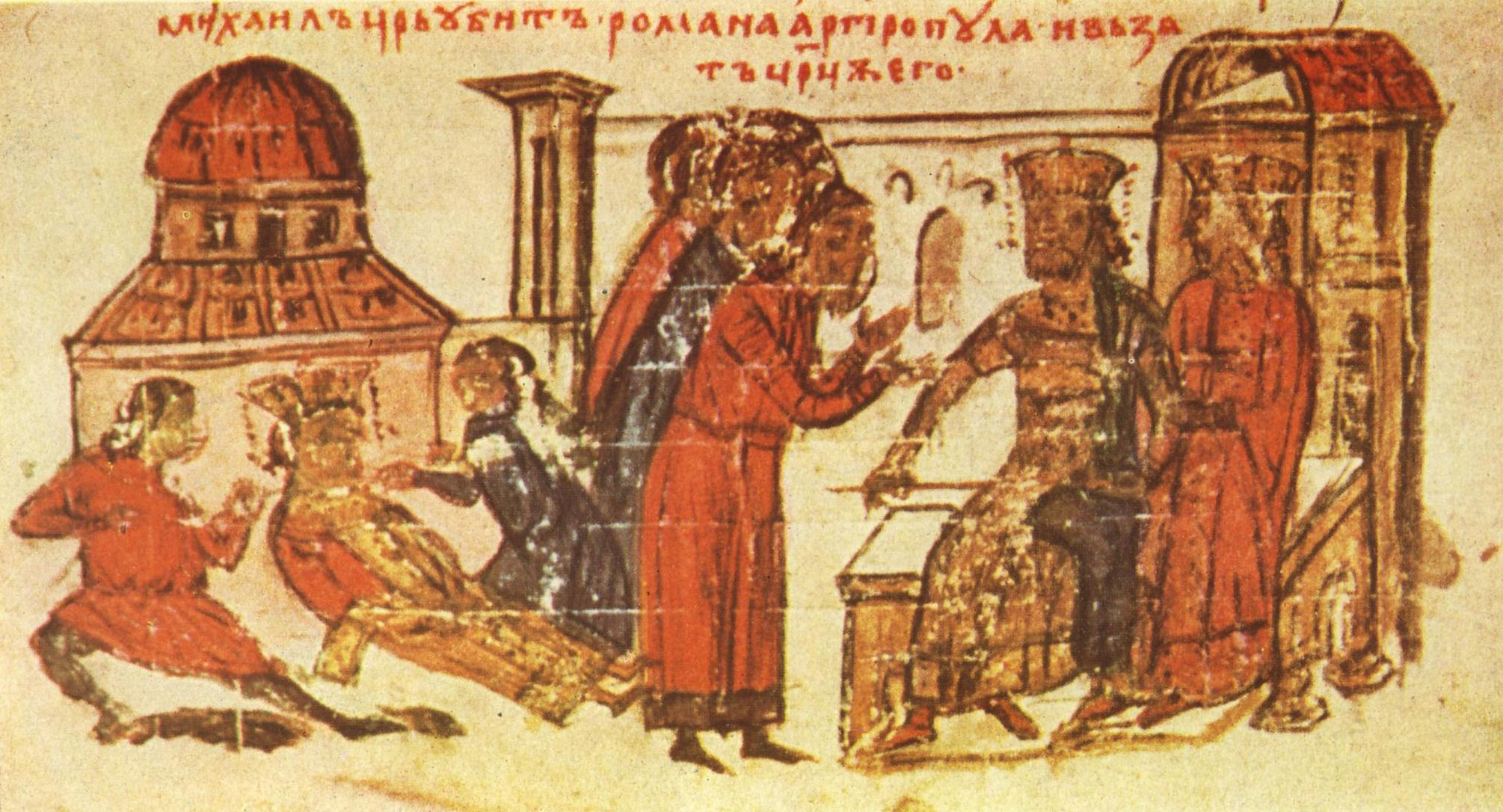
Il·lustració de la Crònica de Constantí Manasses: a l'esquerra es veu a Romà III mort i a la dreta Miquel IV entronitzat.

Quan Joan va arribar als més alts càrrecs va nomenar Miquel com a camarlenc de Romà III, i com que era jove i ben plantat va complaure a l'emperadriu Zoè, que el va admetre aviat al seu llit. El marit de Zoè, Romà, en fou informat però no ho va voler creure, i va creure la versió de l'emperadriu que havia patit un atac epilèptic.
L'11 d'abril del 1034 Romà fou trobat mort al bany i es va sospitar (amb molta probabilitat) de la intervenció de Zoè i del seu amant. L'endemà Zoè va anunciar al senat que havia escollit a Miquel com a marit i demanà que fos reconegut com a emperador. Joan l'Eunuc estava al corrent de tot l'afer. Tot i que el patriarca Aleix I va refusar de casar-los inicialment, amb una compensació de 50 lliures d'or per a ell i altres 50 per a l'Església va canviar d'idea. Després de ser coronat, Miquel, com que patia epilèpsia, va deixar la responsabilitat del govern en mans del seu germà Joan i aquest va apartar Zoè de l'administració de l'Estat confinant-la al gineceu.

## Fam i malestar social
El monopoli de Joan en el govern i les seves mesures polítiques, com la introducció d'un nou impost (l'aerikon), van portar a diversos intents fallits d'enderrocar-lo. Va haver-hi revoltes locals a Antioquia, Nicòpolis i a Bulgària. Aquest descontentament es va exacerbar per un seguit de males collites causades pel mal temps i una plaga de llagostes que van portar a la fam el 1035. Per a més desgràcia hi va haver un greu terratrèmol a Jerusalem. Quan Miquel va intentar recuperar el control a la ciutat d'Alep, els ciutadans van fer fora el governador enviat per l'emperador.
El 1034, Constantí Dalassè, duc d'Antioquia, va ser arrestat sota sospita de traïció i acusat d'haver fomentat la insurrecció a Antioquia. El 1037, Zoè va estar implicada en una conspiració per enverinar Joan l'Eunuc, que va fracassar. El 1038, va haver una sublevació a Anatòlia, la qual va sufocar un germà de Miquel anomenat Constantí. El 1040, hi va haver una altra conspiració en la qual va estar implicat Miquel Cerulari, el qual es va fer monjo per salvar la vida i més tard va esdevenir patriarca de Constantinoble. El darrer intent per enderrocar el govern es va produir també l'any 1040 quan alguns van aprofitar que l'exèrcit estava defensant la frontera amb els búlgars, però van ser detectats a temps i van haver d'abandonar les seves intencions.

## Invasió àrab i normanda
Diverses forces estrangeres van envair l'imperi, especialment els àrabs de Sicília i Àfrica que, per mar, van assaltar les illes gregues de la mar Egea. Miquel va aconseguir ajustar la pau amb condicions acceptables per tots. També va aconseguir la submissió dels serbis i la pau amb els àrabs d'Egipte. Els àrabs foren derrotats a sota els murs de la ciutat d'Edessa, que havien atacat el 1037.
En aquest temps les lluites civils entre els àrabs de Sicília van donar l'oportunitat als romans d'Orient de recuperar l'illa i Lleó Opos, governador romà d'Orient del sud d'Itàlia, fou enviat a l'illa, va derrotar diverses vegades als àrabs i va retornar amb nombrosos captius àrabs i 15.000 presoners cristians. El 1039 Joan l'Eunuc va equipar una flota i un exèrcit que sota el comandament del seu cunyat Esteve (la flota) i del general Maniaces (l'exèrcit) i amb l'ajut d'un petit cos de normands mercenaris auxiliars dirigits per tres fills de Tancred, van conquerir Messina i Siracusa. Això va produir gran alarma a Àfrica i es van enviar a l'illa 50.000 homes però foren derrotats; tretze ciutats sicilianes es van rendir als grecs. El 1040 els àrabs van enviar un altre exèrcit encara més nombrós però altre cop foren derrotats en sagnant batalla deixant uns 50.000 entre presoners i morts. Sicília tornava així als romans d'Orient. Però per un descuit d'Esteve, el comandant àrab va poder escapar amb alguns homes cap a Àfrica i Maniaces el va amonestar seriosament. En revenja Esteve va calumniar al general davant la cort i va aconseguir un decret pel qual Maniaces fou arrestat. Sense Maniaces, la negligència dels governadors Esteve, després Doceanus i després Basili Pedaites, va causar una pèrdua darrere l'altra; els normands es van retirar, però finalment descontents per les seves pagues, van atacar als romans d'Orient als seus dominis italians. Els àrabs foren derrotats a Messina, però amb petites victòries els àrabs es van anar imposant i finalment els romans d'Orient es van retirar el 1040 mentre a Itàlia s'havien imposat els normands.

## Atacs dels búlgars
Mentrestant els serbis es van revoltar i els búlgars van assolar Tràcia i Macedònia. Aquesta sublevació era causada en part per la forta taxa imposada (en moneda i no en espècie com es feia anteriorment) als búlgars, cosa que va impulsar un sentiment independentista que volia restaurar l'antic Estat búlgar sota el lideratge de Pere Delian. Miquel fou obligat a fugir de Tessalònica on tenia la cort i va deixar el seu tresor a càrrec d'Ibazes, un búlgar al servei dels romans d'Orient, que va veure la seva oportunitat i va fugir al camp búlgar amb els tresors.
Constantinoble estava en perill de ser conquerida pels búlgars i Miquel va declarar, per sorpresa de tots, que assumia la direcció de l'exèrcit. Era poc hàbil i no sabia ni muntar a cavall però la seva presència, dia rere dia, va tenir un gran efecte moral entre la tropa i desmoralitzador pels seus enemics. L'acompanyava un exèrcit de mercenaris noruecs comandats pel que després seria el rei Harald III. En un combat decisiu els búlgars foren derrotats. Miquel va entrar llavors a Bulgària i va fer una campanya que va retornar el país a l'obediència a l'Imperi.

## Mort i successió

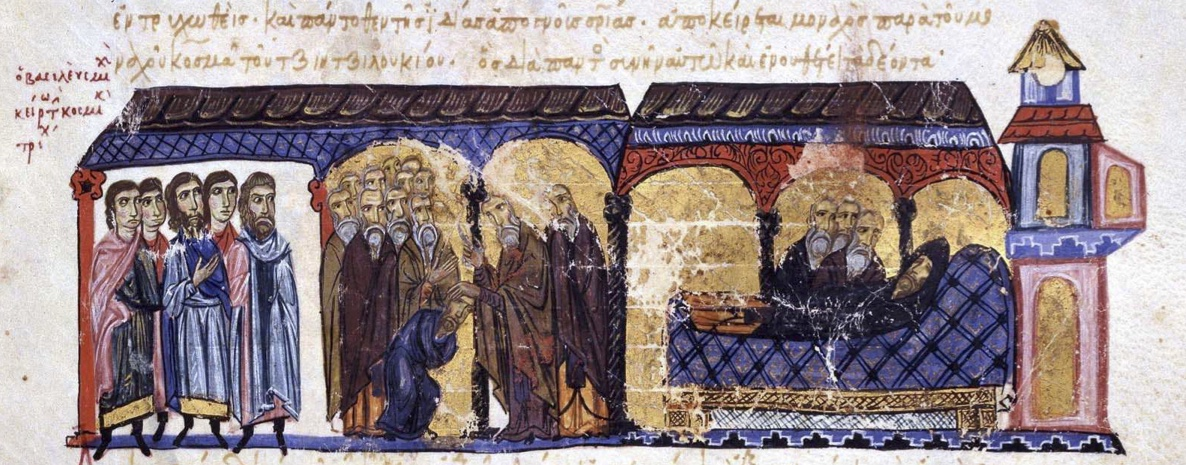
Il·lustració del Skyllitzes Matritensis: la mort de Miquel IV.

Miquel va celebrar la seva entrada triomfal a Constantinoble, però va morir poc després, el 10 de desembre del 1041. Des del 1038, els atacs d'epilèpsia s'havien agreujat i a més va desenvolupar hidropesia. Va intentar millorar la seva salut visitant la capella de Sant Demetri a Tessalònica i aportant diners a la construcció d'esglésies. El 1039, va oferir diners a cada monjo i sacerdot de l'imperi que pregués per ell i també a cada pare que el fes padrí dels seus fills, però la malaltia va seguir el seu curs. Joan l'Eunuc, passant ànsia per romandre al poder, va convèncer Miquel i la seva esposa Zoè que adoptessin el seu nebot, un home també anomenat Miquel, fill de la germana de l'emperador. Poc abans de morir van nomenar successor aquest nebot, però aviat es va veure que era una mala persona i van estar a punt de desheretar-lo. L'emperador va empitjorar i després de prendre l'extrema unció Joan no va permetre que rebés cap visita, ni tan sols de la seva esposa. Contra la voluntat de Zoè, el nebot el va succeir amb el nom de Miquel V, però no va durar gaire temps perquè el poble tampoc no el va acceptar.